# Psopheticus vocans
Psopheticus vocans is een krabbensoort uit de familie van de Goneplacidae. De wetenschappelijke naam van de soort is voor het eerst geldig gepubliceerd in 1985 door Guinot.